# Ludvig den Hellige
Ludvig 9. (fransk: Louis IX), kaldet Ludvig den Hellige (fransk: Saint Louis), (25. april 1214 i Poissy – 25. august 1270 i Tunis) var konge af Frankrig 1226-1270.
Ludvig 9. var søn af Ludvig 8. og Blanka af Kastilien. I 1234 blev han gift med Margrete af Provence (1221-1295), der var datter af greve Raimund Berengar af Provence og grevinde Beatrice af Savoyen.

## Det gyldne århundrede
Det 13. århundrede er gået over i fransk historie som "le siècle doré de St Louis" ("Ludvig den Helliges gyldne århundrede"). Frankrig nåede da et økonomisk og udenrigspolitisk højdepunkt. Ludvig rådede over den største hær, og han regerede det største kongerige i Europa. Landet blev centrum for kunsten og den elegante, intellektuelle livsførelse som blandt andet sås på Sorbonne. Kongens ry som troende og retfærdig var udbredt allerede i hans levetid, og han blev valgt til at afgøre stridigheder rundt om i Europa. Han blev anset for at være primus inter pares (den første blandt ligemænd).
Byen Saint-Louis-de-France i den canadiske provins Québec, Saint Louis i det nuværende USA og søen Lac Saint-Louis i Québec er alle opkaldt efter Ludvig 9. af Frankrig. Det samme gælder byen Saint-Louis i Senegal.

## Tidlig magtovertagelse
Ludvig var kun 12 år, da han blev salvet som konge i Reims den 29. november 1226. Hans moder, Blanka af Kastilien, overtog regentskabet under titlen "baillistre" (omtrent svarende Margrete 1., der blev "fuldmægtig frue og husbonde"). Hun beholdt magten helt til 1242.

## Vigtige begivenheder
Ludvig den Hellige var meget troende, og han ønskede at gøre Frankrig til "kirkens førstefødte" og Paris til et hovedsæde for kristenheden.
Han styrkede retsvæsnet og moderniserede administrationen. Han forfulgte misbrug hos embedsmændene ved at oprette det, der senere skulle blive til finansretten.
Han påtog sig at skabe fred i konfliktområder. I 1229 gjorde han en ende på albigenserkorstogene ved at undertegne en traktat med grev Raymond 7. af Toulouse. I 1258 befæstede Ludvig rigets sydgrænse ved at underskrive Corbeiltraktaten med kong Jakob 1. af Aragonien.
Den 4. december 1259 underskrev han i Paris en fredstraktat med England, som endeligt afsluttede den første hundredårskrig mellem de to lande.
Ludvig var antijødisk, og han organiserede flere forfølgelser:
- 1242 offentlig afbrænding af alle hebraiske manuskripter i Paris.
- 1254 landsforvisning af alle jøder, der ikke ville omvende sig til kristendommen. Beslutningen blev i øvrigt omgjort nogle år senere mod betaling af et beløb til den kongelige kasse.
- 1269 iværksættelse af en beslutning fra det 4. laterankoncil om, at jøder skulle bære et tydeligt tegn på deres tøj. For mændene var det et rundt, gult stykke stof, der blev syet på brystet, og for kvinderne var det en særlig hue. Disse tegn gjorde det muligt at adskille jøderne fra den øvrige befolkning, sådan at man kunne undgå blandingsægteskaber, med mindre begge parter konverterede til kristendommen. Det skal bemærkes, at den slags "mærkninger" allerede var i brug i datidens muslimske verden. Begge steder måtte jøderne ophøre med at bo sammen med de kristne, og det skabte forudsætningen for de jødiske ghettoer.

I 1244 blev Ludvig alvorligt syg, og han svor at ville drage på korstog, hvis han kom sig. Da han blev rask, iværksatte han to korstog på trods af, at paven (Innocens 4.) frarådede det:
- I 1248 drog han til Egypten på det 7. korstog. Han blev taget til fange og sad fængslet i fire år, indtil han blev frigivet mod en løsesum.
- I 1270 indledte han det 8. korstog (det sidste) mod sultanatet Tunis, hvor han døde.

Han havde håbet at kunne omvende sultanen af Tunis og at kunne vende ham mod sultanen af Egypten. Korsfarerne sejlede uden problemer til Karthago, men dér blev hæren ramt af dysenteri. Ludvig blev også smittet og døde af sygdommen den 25. august 1270 nær ved fæstningsværkerne omkring Tunis. Det blev slutningen på korstogene.
Hans lig blev ført til kirken i Saint-Denis, men det forsvandt under huguenotkrigene. Forskellige dele havde dog været gemt som relikvier i bl.a. Tunis og på Sicilien, og de blev efterhånden samlet i Frankrig, hvortil de sidste ankom i forbindelse med, at staten Tunesien blev selvstændigt i 1956. Ludvig 9. blev kanoniseret i 1297 af pave Bonifacius 8. under navnet Ludvig den Hellige af Frankrig.

## Børn
1. Blanka (1240-1243), begravet i Saint-Denis Basilikaen
2. Isabella (1241-1271), gift med kong Theobald 2. af Navarra (1237-1270)
3. Ludvig (1244-1260), kronprins 1244-1260, begravet i Saint-Denis Basilikaen
4. Filip 3., 1245-1285, kronprins 1260-1270, konge i perioden 1270-1285
5. Johan (1248-1248), greve af Valois, begravet i Saint-Denis Basilikaen
6. Johan Tristan (1250-1270), greve af Nevers, gift med Jolanda af Burgund (1247-1280)
7. Peter (1251-1284), greve af Alençon, gift med Johanna af Chatillon (1258-1292)
8. Blanka (1252-1320), gift med Ferdinand 4. af Kastilien
9. Margrete (1255-1271), gift med hertug Johan 1. af Brabant (1251-1294)
10. Robert (1256-1318), greve af Clermont, gift med Beatrice af Bourbon (1257-1310)
11. Agnes (1260-1327), gift med hertug Robert 2. af Burgund (1248-1305)

## Anetavle
| P                           | I                          | II                                  |
| --------------------------- | -------------------------- | ----------------------------------- |
| Proband: Ludvig den Hellige | Far: Ludvig 8. af Frankrig | Farfar: Filip 2. August af Frankrig |
| Proband: Ludvig den Hellige | Far: Ludvig 8. af Frankrig | Farmor: Isabella af Hainaut         |
| Proband: Ludvig den Hellige | Mor: Blanka af Kastilien   | Morfar: Alfons 8. af Kastilien      |
| Proband: Ludvig den Hellige | Mor: Blanka af Kastilien   | Mormor: Eleonora af England         |